# دلفين زانغا تسوجو
دلفين زانغا تسوجو (بالفرنسية: Delphine Zanga Tsogo)، من مواليد 21 ديسمبر 1935 في لومي ، بالكاميرون ، ناشطة نسوية، كاتبة، عضو في البرلمان ، وزيرة الكاميرون ومسؤولة كبيرة في الأمم المتحدة.

## السيرة الذاتية
زاولت دلفين زانغا تسوغو دراستها الثانوية في مدرسة دوالا الثانوية إلى غاية سنة 1955. حيث انتقلت إلى تولوز أين حصلت على دبلوم ممرضة حكومية. ثم عادت إلى الكاميرون سنة 1960، حيث عملت في مستشفيات ياوندي وغاروا ودشانغ.
- إنتخبت كرئيسة وطنية لمجلس النساء في الكاميرون سنة 1964.
- إنتخبت كنائبة للمجلس الوطني في الكاميرون سنة 1965.
- تم تعيينها كمساعدة لوزير الصحة العامة في عام 1970 ، ثم نائبة وزير الصحة العامة في عام 1972 ، وأخيرا وزيرة الشؤون الاجتماعية سنة 1975 ، وهو المنصب الذي شغرته حتى سنة 1985.

ترأست العديد من اللجان الدولية (CIF ، MULPOC ، CEA ، اليونسكو ،...إلخ) من 1966 إلى 1986 . وترأست مجلس إدارة معهد الأمم المتحدة الدولي للبحث والتكوين لترقية المرأة. وكانت أيضا رئيسة لجنة التنسيق الإقليمية الأفريقية لإدماج المرأة في التنمية. كما ترأست أيضا المجلس الدولي لحقوق المرأة.

تعتبر دلفين تسانغا واحدة من أوائل النساء الإفريقيات اللواتي وصلن إلى أعلى المستويات في العالم السياسي في العصر الحديث.
وفي عام 1996 ، توجهت دلفين زانغا تسوجو نحو المشاكل المتعلقة بالبيئة وتثمين منتجات الغابات في بلدها.
تم تعيينها عضوًا في المجلس الانتخابي Elecam (انتخابات الكاميرون) ، وهي الهيئة المسؤولة عن تنظيم الانتخابات في الكاميرون، منذ 7 مايو 2011.

## المنشورات
- إكوبو Ekobo، أو العصفور في القفص، إصدار Edicef، باريس، 1983، (ISBN 2-85069-316-2)
- حياة النساء، إصدار Clé، ياوندي، 1985.

## الإنجازات
- وسام الاستحقاق الوطني.
- وسام إيزابيلا الكاثوليكي (اسبانيا).
- وسام الدرجة الأولى للتميز، قطر.
- وسام الاستحقاق الكاميروني.
- وسام الفروسية الكاميرونية.
- وسام الشجاعة الكاميروني برتبة قائد.
- وسام الشجاعة الكاميروني برتبة ضابط.